# ハミディイェ (防護巡洋艦)
| 竣工時の「ハミディイェ」 | |
| 艦歴                     | |
| 発注:                    | アームストロング社エルジック造船所 |
| 起工:                    | 1902年4月 |
| 進水:                    | 1903年9月25日 |
| 就役:                    | 1904年4月 |
| 退役:                    | 1947年 |
| その後:                  | 1964年に解体 |
| 除籍:                    | 上記同一 |
| 性能諸元                 | |
| 排水量:                  | 常備：3,800トン、満載：-トン |
| 全長:                    | 112m |
| 水線長:                  | 103.6m |
| 全幅:                    | 14.5m |
| 吃水:                    | 4.88m（常備） |
| 機関:                    | 形式不明石炭専焼円筒缶16基+三段膨張式四気筒レシプロ機関2基2軸 |
| 最大出力:                | 12,000shp |
| 最大速力:                | 22.5ノット |
| 航続性能:                | 10ノット/5,000海里 |
| 燃料:                    | 石炭：600トン |
| 乗員:                    | 310名 |
| 兵装:                    | アームストロング 15.2cm（45口径）単装速射砲2基 アームストロング 12cm（45口径）単装速射砲8基 47mm（43口径）単装砲6基 オチキス 37mm機砲6基 45.7cm水中魚雷発射管単装2基 |
| 装甲:                    | 甲板：38mm（傾斜部）、101mm（傾斜部） |

ハミディイェ（トルコ語:Hamidiye）は、オスマン帝国海軍の防護巡洋艦。同型艦はない。

## 概要
本艦はオスマン帝国海軍が自国の沿岸防備のために1901年度計画においてイギリスに1隻を発注した艦である。予算的な問題で機関の調達が難航したために本艦のボイラーは旧式となった。

## 艦形

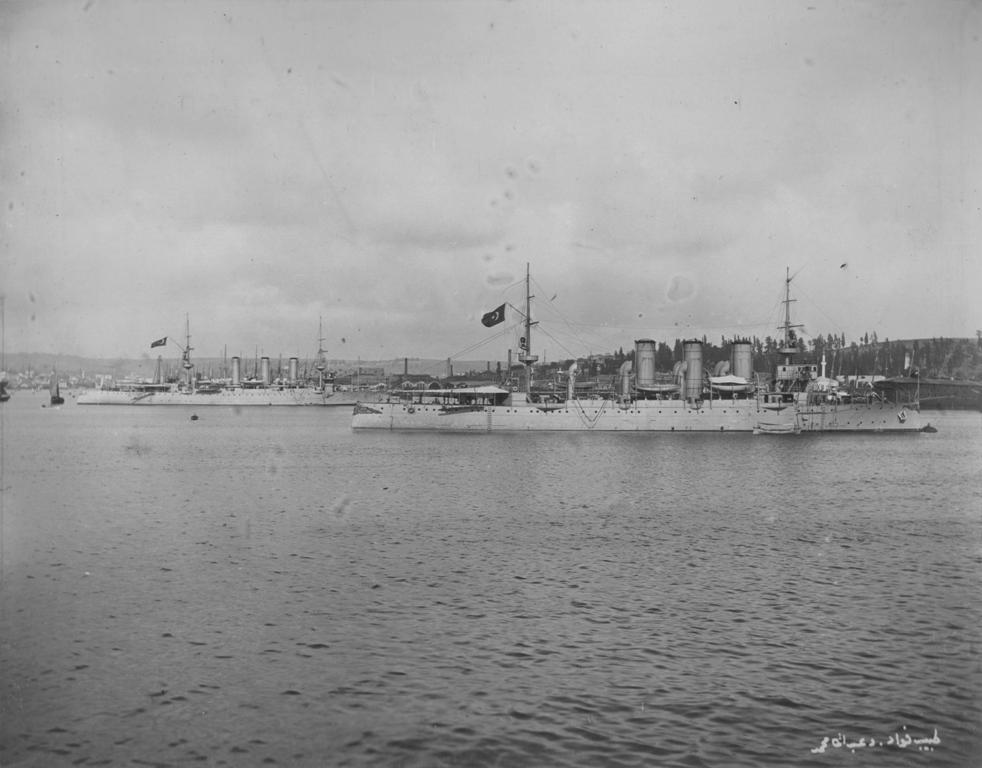
竣工時の「ハミディイェ（左奥）」と「メシディエ（右手前）」

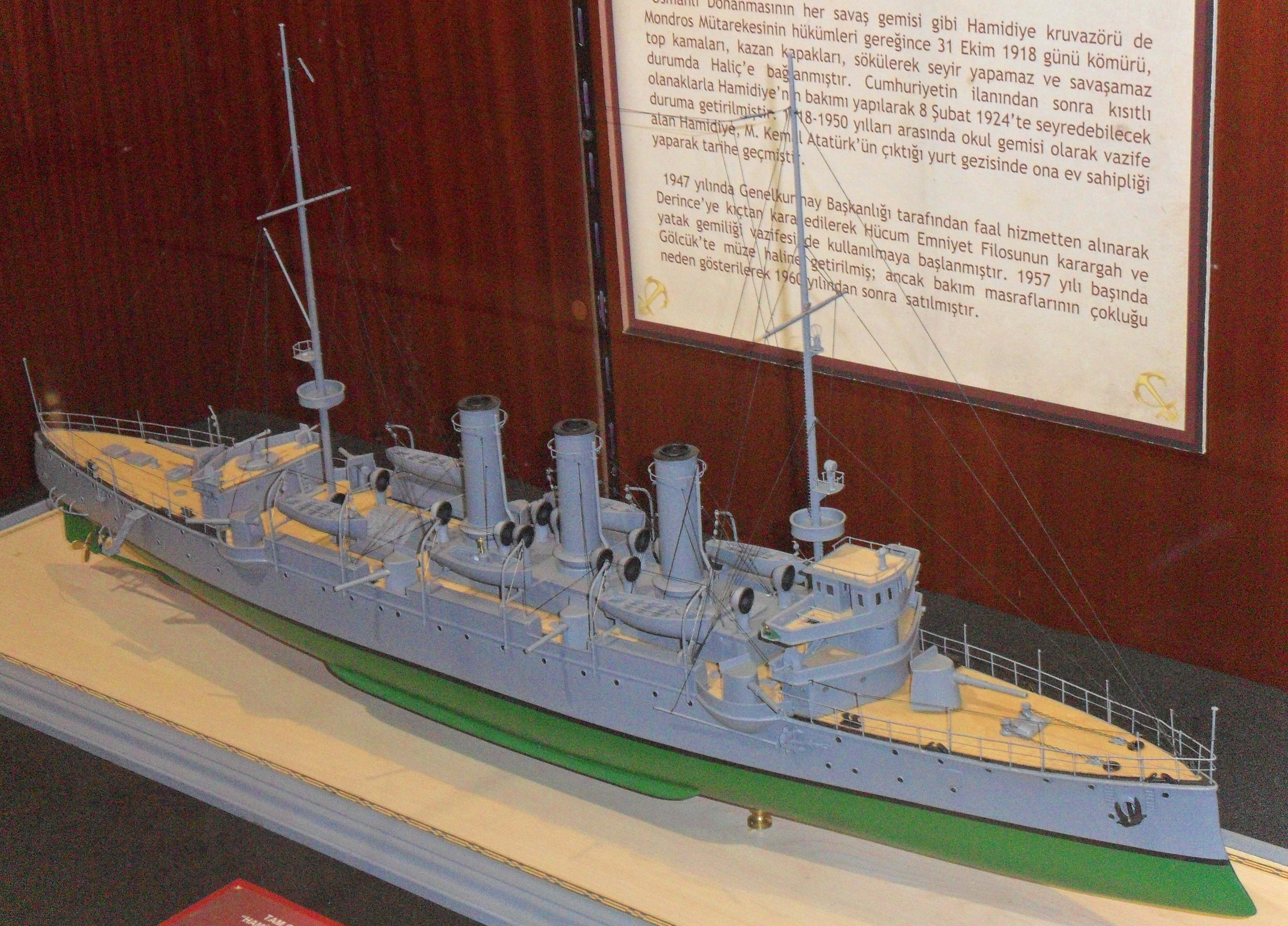
竣工時の「ハミディイェ」の模型。

艦の構造を前部から記述すると、水面下に衝角の付き、水線部に45.7cm水中魚雷発射管の付く艦首、主砲の15.2cmを防楯の付いた単装砲架で1基が配置され、その後方から上部構造物が始まり、に両脇に船橋（ブリッジ）を設けた操舵艦橋を基部として中段部に1段の見張り所を持つ前部マストが立つ。船体中央部に等間隔に3本煙突が立ち、その周囲には煙管型の通風塔が立ち並び、空いた場所は艦載艇置き場となっており、艦載艇は2本1組のボート・ダビットが片舷2組で計4組により運用された。
左右の舷側に副砲である12cm速射砲が防盾の付いた単装砲架で等間隔に片舷4基ずつ計8基が配置された。後部甲板上に前部と同じ様式の後部マストと後部見張所で上部構造物が終了し、その下の後部甲板上に後部主砲が後向きで1基配置された。

## 武装

### 主砲
主砲は「1899年型 15.2cm（45口径）速射砲」を採用している。その性能は重量45.4kgの砲弾を仰角20度で13,350mまで届かせられるこの砲を単装砲架で2基を搭載した。砲架の俯仰能力は仰角20度・俯角7度で旋回角度は300度の旋回角度を持っていた。砲の旋回、砲身の上下・砲弾の装填の動力は人力を必要とした。発射速度は毎分5～7発である。

### その他の備砲・雷装等
他に対水雷艇火器として「1895年型 12cm（45口径）速射砲」を採用している。その性能は重量22.7kgの砲弾を最大仰角20度で10,940mまで届かせることが出来た。砲架の俯仰能力は仰角20度・俯角10度である。さらに旋回角度は360度の旋回角度を持っていたが実際は上部構造物により制限を受けた。砲の旋回、砲身の上下・砲弾の装填の動力は人力を必要とした。発射速度は毎分10発である。
その他に近接火器として「47mm（43口径）単装砲」を6基、「オチキス 37mm機砲」6基装備した。対艦攻撃用に45.7cm水中魚雷発射管単装2門装備した。
1915年に12ｃｍ速射砲2門と4.7ｃｍ速射砲4門と3.7ｃｍ速射砲4門を撤去した。1925年から1926年にかけて近代化改装を行った際に「クルップ 15ｃｍ（45口径）速射砲」2基と「カネー 7.5ｃｍ（50口径）速射砲」8基と45ｃｍ水中魚雷発射管2門に更新し、新たに機雷70発を搭載できるようにされた。 

## 艦歴
アームストロング・ホイットワース社エルジック造船所で建造。1900年春、または1901年7月発注。1902年4月、または11月起工。1903年9月25日進水。1904年4月就役。進水前に予定されていた艦名は「AbdülHamid」であったとも、1908年の革命後に改名されたともされる。
1911年、ジョージ5世戴冠記念観艦式に参加。

本艦は伊土戦争に参戦するも戦果は無かった。

### バルカン戦争

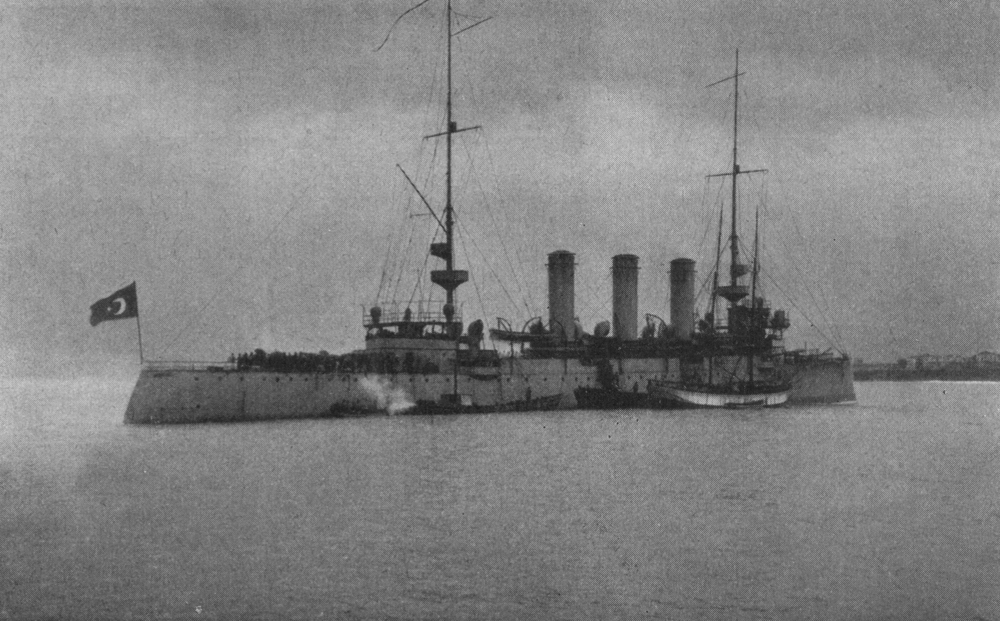
艦尾方向から撮影された「ハミディイェ」。

続くバルカン戦争では艦長ヒュセイン・ラウフ・ベイの指揮でエーゲ海や地中海で作戦行動に従事し1912年10月19日から20日にかけてブルガリアの港湾ヴァルナとカヴァルナに艦砲射撃を加えた。しかし、11月21日にブルガリア海軍の水雷艇ドルースキの雷撃を受けて艦首を大破した｡艦長は慎重に操艦して5ノットで退避し、二日かけてコンスタンチノーブルに辿りつき、同港で修理を受けた。
本艦の修理は12月中旬には完了し、再び出撃した本艦はシロス島に停泊するギリシャ海軍仮装巡洋艦「マケドニア」を撃沈した。その後、ポートサイドに寄航した後に紅海に出てギリシャ海軍の追撃を振り切り、再び地中海に舞い戻ってマルタ島で補給を受け、再び紅海に戻って戦争が終わるまでギリシャに対する通商破壊活動を行った。

### 第一次世界大戦
1914年10月29日、ハミディイェはフェオドシヤを砲撃を実施、続いてヤルタで2隻の船を沈めた。11月以降、主に輸送船の護衛に従事した。11月20日、トゥアプセを砲撃。12月25日、バトゥミを砲撃。

### 第一次世界大戦後

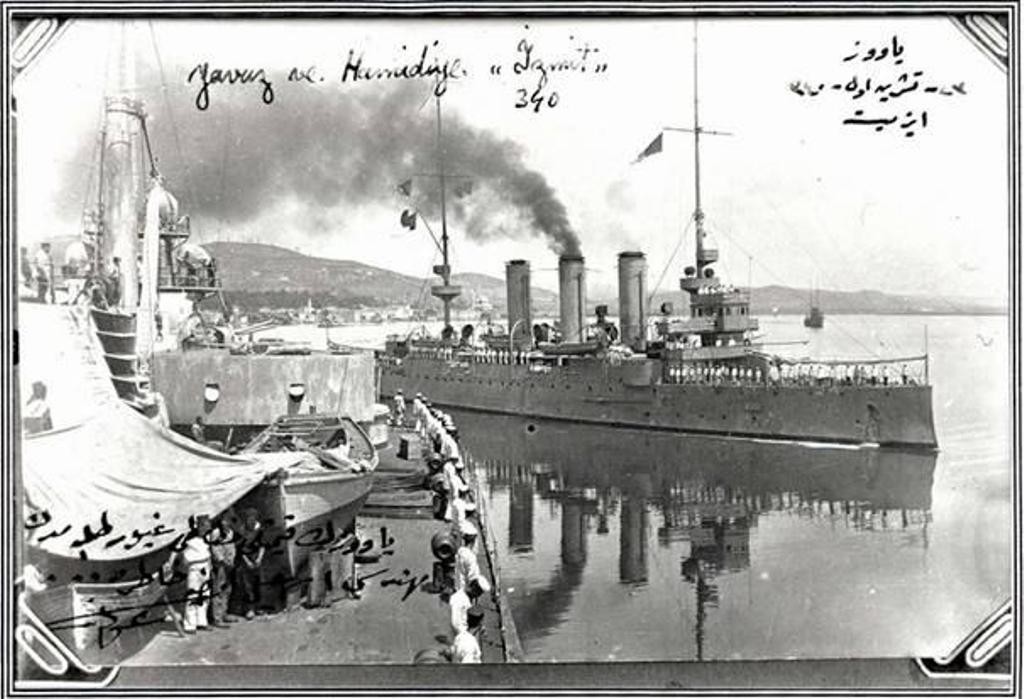
1924年に撮られた本艦

第一次世界大戦後、希土戦争にも参加した。1925年から1926年にかけてコジャエリ県ギョルジュク（Gölcük）で近代化改装が行われて武装を一新した。1930年にヴィッカース・アームストロング社によって老朽化した機関を石炭・重油混焼水管缶に換装して速力22.26ノットを発揮した。
更に第二次世界大戦でも練習艦として現役であったが1945年に除籍され1947年までハルクとなり、イスタンブールにて1949年から1951年に博物館に飾られたが1964年10月9日に解体された。

## 参考図書
- 「Conway All The World's Fightingships 1860-1905」（Conway）
- 「世界の艦船 増刊第46集　イギリス巡洋艦史」（海人社）
- 「世界史リブレット　小松香織著　オスマン帝国の近代と海軍」（山川出版社）2004年2月出版
- 「山川歴史モノグラフ　小松香織著　オスマン帝国の海運と海軍」（山川出版社）2002年11月出版